# Kelly Joe Phelps
Pour les articles homonymes, voir Phelps.
Kelly Joe Phelps est un musicien américain de blues, né le 5 octobre 1959 à Sumner, dans l'État de Washington et mort le 31 mai 2022.

## Biographie
Kelly Joe Phelps naît à Sumner, une petite ville située près de Tacoma. Ses parents jouent régulièrement de plusieurs instruments de musique.
Phelps joue dans des orchestres de jazz durant une dizaine d'années avant de pratiquer le blues. Il commence à composer et publie ses premiers albums solo au cours des années 1990,. Lead Me on, le premier album du guitariste, est édité en 1994 par Burnside Records, un label de Portland. Phelps est signé par Rykodisc. Il enregistre seul ses deux albums suivants, Roll Away the Stone et Shine Eyed Mister Zen, sortis respectivement en 1997 et 1999. Sur Sky Like a Broken Clock, il est accompagné par le bassiste Larry Taylor et le batteur Billy Conway du groupe Morphine. Lee Townsend (en) réalise l'album Slingshot Professionals, sorti en 2003. Phelps invite notamment Bill Frisell et Steve Dawson à prendre part à l'enregistrement.

## Style musical et influences
Kelly Joe Phelps découvre le blues durant sa jeunesse. Sa dextérité et sa capacité d'improvisation le rapprochent du jazz, genre musical auquel il s'est également intéressé. Le guitariste cîte des musiciens de blues comme Fred McDowell, Mississippi John Hurt et Robert Pete Williams parmi ses influences, ainsi que des figures du free jazz comme Albert Ayler, Ornette Coleman et John Coltrane.

## Discographie

### Albums
- 1994 : Lead Me on (Burnside Records)
- 1997 : Roll Away the Stone (Rykodisc)
- 1999 : Shine Eyed Mister Zen (Rykodisc)
- 2001 : Sky Like a Broken Clock (Rykodisc)
- 2003 : Slingshot Professionals (Rykodisc)
- 2006 : Tunesmith Retrofit (Rounder)
- 2009 : Western Bell (Black Hen Music)
- 2012 : Brother Sinner and the Whale (Black Hen Music)

### En concert
- 2005 : Tap the Red Cane Whirlwind (Rykodisc)

### EP
- 2002 : Beggar's Oil (Rykodisc)
- 2010 : Magnetic Skyline (Make Records)

### Compilation
- 2013 : Roll Away the Blues: the Very Best of (Nascente Records)

### Collaborations
- 1996  : Further In, Greg Brown (en)
- 2002  : The Highway Kind, Townes Van Zandt
- 2012  : Magnetic Skyline, Corinne West